# Saint-Cézaire-sur-Siagne

Saint-Cézaire-sur-Siagne este o comună în departamentul Alpes-Maritimes din sud-estul Franței. În 1 ianuarie 2022 avea o populație de 3.971 de locuitori.